# Pellionia eludens
Pellionia eludens är en nässelväxtart som först beskrevs av Perry, och fick sitt nu gällande namn av R.J. Johns. Pellionia eludens ingår i släktet Pellionia och familjen nässelväxter. Inga underarter finns listade i Catalogue of Life.